# Teljes napfogyatkozás (film, 1995)
A Teljes napfogyatkozás (eredeti cím: Total Eclipse) 1995-ös erotikus történelmi filmdráma Agnieszka Holland rendezésében. A film Christopher Hampton 1967-es színdarabja alapján készült, aki a forgatókönyvet is írta. A főszerepben Leonardo DiCaprio, David Thewlis, Romane Bohringer és Dominique Blanc látható.
A cannes-i fesztiválon mutatták be 1995. május 18-án. Magyarországon 1996 júliusától vetítették.

## Cselekmény
A tehetséges és elismert költő, Paul Verlaine élete váratlan fordulatot vesz, amikor találkozik a fiatal és rendkívül kiszámíthatatlan Arthur Rimbaud-val, a 19. század feltörekvő irodalmi zsenijével.
Miután elolvassa Rimbaud különleges művét, Verlaine meghívja őt, hogy maradjon nála és feleségénél, Mathilde-nál Párizsban. A társulásból barátság lesz, amely szeretetté alakul. Mivel Verlaine képtelen javítani költészetén, bántalmazó viselkedése a feleségével szemben és alkoholizmusa, valamint Rimbaud vakmerősége, manipulatív viselkedése és félelme attól, hogy ugyanolyan lesz, mint mindenki más, a költők együtt indulnak el a szeretet, a vágy, a fájdalom, az ihlet és a bánat útján.

## Szereplők
| Szerep                      | Színész                   | Magyar hangja (1. szinkron) |
| --------------------------- | ------------------------- | --------------------------- |
| Arthur Rimbaud              | Leonardo DiCaprio         | Alföldi Róbert              |
| Paul Verlaine               | David Thewlis             | Stohl András                |
| Mathilde Mauté              | Romane Bohringer          | Kováts Adél                 |
| Isabelle Rimbaud            | Dominique Blanc           | Zakariás Éva                |
| Isabelle, gyermekként       | Felicie Pasotti Cabarbaye | –                           |
| Rimbaud anyja               | Nita Klein                | Bessenyei Emma              |
| Frédéric                    | James Thiérrée            |                             |
| Vitalie                     | Emmanuelle Oppo           |                             |
| Mauté de Fleurville úr      | Andrzej Seweryn           |                             |
| Mauté de Fleurville asszony | Denise Chalem             |                             |
| Carjat                      | Christopher Thompson      |                             |
| Aicard                      | Bruce Van Barthold        |                             |
| Charles Cros                | Christopher Chaplin       |                             |
| A bíró                      | Christopher Hampton       | Bácskai János               |
| André                       | Mathias Jung              |                             |
| Prostituált                 | Aza Declercq              |                             |

## Fogadtatás
A Rotten Tomatoes 25%-os értékelésen áll[mikor?] (a tizenhat kritikából négy pozitív volt), míg a közönség körében 61%-os eredményt ért el.